# ニュージーランド交響楽団
ニュージーランド交響楽団（New Zealand Symphony Orchestra，略称：NZSO）は、ニュージーランドの首都ウェリントンを本拠地とするオーケストラ。

## 概要
ウェリントンの「マイケル・ファウラーセンター」を本拠地に国内外で演奏活動を行い、年間公演数は100を超える。
ニュージーランドの原住民族マオリ族出身アーティストと連携し、パフォーマンスアートの総合演出を担当することもある。
傘下に国立ユースオーケストラ（1959年設立、略称：NZSO NYO）を持つ。

## 歴史
1940年にイギリス植民地100周年を祝う式典のため、イギリス出身のピアニストで指揮者のアンダーソン・タイラーの下、100周年際記念オーケストラを結成。ニュージーランド政府が国立放送局傘下の交響楽団として設立を決めるも、第二次世界大戦の影響を受けオーケストラは解散する。
戦後、1946年にラジオ・ニュージーランド(RNZ)運営オーケストラとして設立され、1947年に初演を迎える。初代指揮者にはタイラーが任命される。RNZ傘下では「ニュージーランド放送協会交響楽団（N.Z.B.C.）」として活動。
1989年に公的分野の1機関として再編され、現在の楽団名を採用する。2004年からニュージーランド交響楽団法により、公的機関として演奏活動を行っている。
所属楽団員は約90名。2006年から2014年シーズンまで、コントラバス奏者の池松宏が首席奏者を務めた。
長く常任指揮者を置かず、1966年の初共演以降、フランツ＝パウル・デッカーを首席指揮者（1995年から桂冠指揮者）に起用し、約40年間に渡り良好な関係を築いた。この間、多くの世界的な指揮者を招いていたが、1999年からジェームズ・ジャッドが首席指揮者 兼 音楽監督に就任した。このコンビはナクソス・レーベルとのレコーディングをはじめ様々な演奏活動を行い高い評価を得た。2000年から2005年シーズンまでマティアス・バーメルトが首席客演指揮者を務めた（現在は客演指揮者）。
2008年シーズンよりフィンランド出身の若手指揮者であるピエタリ・インキネンが首席指揮者 兼 音楽監督に就任。ジャッドは名誉音楽監督の地位に就いている。
2016年3月よりインキネンの後任としてオランダの名匠・エド・デ・ワールトが首席指揮者 兼 音楽監督に就任。インキネンは名誉指揮者の地位に就任する。
2019年シーズンを持ちエド・デ・ワールトが退任し、2020年シーズンよりヘイミッシュ・マケイッチ（2002年シーズンよりNZSO副指揮者）が首席指揮者 兼 コンダクター・イン・レジデンスに就任。
2022年シーズンより、ニュージーランド出身の女性指揮者ジェマ・ニューが首席指揮者 兼 アーティスティック・アドバイザーに就任。女性指揮者として初となる常任指揮者に就任。
2025年6月、NZSOはジェマ・ニューとの契約は2026-2027シーズンに終了し、2027年シーズンよりドイツ出身のアンドレ・デ・リッダー(André de Ridder)が首席指揮者 兼 音楽監督に就任すると発表した。2019年より空白だった音楽監督のポストへ就任する。ジェマ・ニューは新設されるアーティスティック・パートナーの地位に就任予定。
海外公演では、1992年にセビリア万国博覧会（フランツ＝パウル・デッカーとの共演）、2005年にBBCプロムス・コンセルトヘボウ、愛知万博開催時にはジャッドとのコンビで来日し演奏活動を行った。2008年8月に、2008年北京オリンピック文化祭へ参加し、インキネンとのコンビで中国公演、2010年には上海公演とヨーロッパツアー（ドイツ、スロベニア、オーストリア、スイス公演）を行った。
アメリカ・ニュージーランドの合作映画『ロード・オブ・ザ・リング（第1部：旅の仲間）』のサウンドトラックの演奏を、ロンドン・フィルハーモニー管弦楽団との合同オーケストラで担当したことも話題となった。
ナクソスと良好な関係を保ち、160枚を超える収録CDを発売、全世界で100万枚以上を発売している。
ウェリントン公演とオークランド公演のコンサートは、RNZコンサートで放送（生放送または録音放送）される。

## 歴代首席指揮者等
- アンダーソン・タイラー（英語版）（1947年–1950年）
- マイケル・ボウルズ（英語版）（1950年–1953年）
- ワーウィック・ブレイスウェイト（英語版）（1953年–1954年）
- ジェームズ・ロバートソン（英語版）（1954年–1957年）
- ジョン・ホプキンス（1957年–1963年）
- フアン・マテウッチ（英語版）（1964年–1969年）
- フランツ＝パウル・デッカー（1991年-1996年、首席指揮者）
- ジェームズ・ジャッド（1999年-2007年、音楽監督）
- ピエタリ・インキネン (2008年–2015年、音楽監督)
- エド・デ・ワールト（2016年-2019年、音楽監督）
- ハミッシュ・マッキーチ（英語版）（2016年-2019年、副指揮者、2020年- 、常任首席指揮者）
- ジェマ・ニュー（英語版）（2022年- 、首席指揮者 兼 アーティスティック・アドバイザー）
- アンドレ・デ・リッダー（英語版）（2027年- ） 次期首席指揮者[3]